# IC 3336
IC 3336 ist eine elliptische Galaxie vom Hubble-Typ E? im Sternbild Coma Berenices am Nordsternhimmel. Sie ist schätzungsweise 316 Millionen Lichtjahre von der Milchstraße entfernt.
Das Objekt wurde am 23. März 1903 vom deutschen Astronomen Max Wolf entdeckt.